# Gidon Kremer
Gidon Kremer (in lettone: Gidons Krēmers) (Riga, 27 febbraio 1947) è un violinista e direttore d'orchestra lettone.

## Biografia
Nato in Lettonia da genitori di origine tedesca, ebrei, inizia lo studio del violino con suo padre Markus e suo nonno Karl Brückner (entrambi violinisti professionisti) a 4 anni e poi continua con Voldemārs A. Stūresteps al Conservatorio di Riga, per poi perfezionarsi con David Ojstrach e il suo assistente Pëtr Bondarenko al Conservatorio Čajkovskij di Mosca dal 1965 al 1973. Nel 1967 vince il terzo premio al Concorso musicale Internazionale Regina Elisabetta del Belgio a Bruxelles, nel 1969 il secondo premio al Concours Musical International de Montréal, sempre nel 1969 il primo premio al Concorso Paganini di Genova e nel 1970 il primo premio del Concorso internazionale Čajkovskij a Mosca.
Nel novembre 1970 presso il Musikverein di Vienna interpreta il Concerto di Elgar con Thomas Schippers e i Wiener Symphoniker. Nella stagione 1970-71 Kremer ha la possibilità di suonare a Vienna e a Budapest con l'Orchestra della Radio-televisione ungherese sotto la direzione di Ojstrach. I successivi concerti di Kremer in occidente hanno luogo nel 1972 in Austria, nel 1975 in Germania, seguiti dalla partecipazione al Festival di Salisburgo nel 1976, e da una breve tournée negli Stati Uniti con il concerto iniziale del 14 gennaio 1977 all'Avery Fisher Hall di New York.
Fino al 1977 è stato sposato con Elena Dmitrievna Baškirova.
Nel 1981, Kremer crea un festival di musica da camera a Lockenhaus, in Austria, basato su una programmazione di opere non convenzionali; dal 1992, il festival è conosciuto come Kremerata Musica. Nel 1996 Kremer fonda l'orchestra da camera Kremerata Baltica, composta da giovani musicisti dei Paesi baltici. Ricopre il ruolo di direttore artistico del festival Art Projekt 92 di Monaco e del festival d'estate di Gstaad (Svizzera).
Gidon Kremer è uno dei più grandi violinisti dei decenni a cavallo tra XX e XXI secolo. L'originalità, la tecnica e la profondità interpretativa delle sue esecuzioni fanno di lui una delle più brillanti personalità della musica classica. Kremer è conosciuto per il suo vasto repertorio,  che va da Antonio Vivaldi o Bach fino ai principali autori contemporanei. Di riferimento sono sue esecuzioni di autori come Astor Piazzolla, Philip Glass, Vladimir Martynov, Alfred Schnittke, Lera Auerbach, Arvo Pärt, Roberto Carnevale e John Adams.
Fra i diversi compositori che gli hanno dedicato delle opere, si possono citare Sofija Gubajdulina (Offertorium) e Luigi Nono (La lontananza nostalgica utopica futura). In merito a La lontananza nostalgica utopica futura. Madrigale per più "caminantes" con Gidon Kremer, per violino solo e 8 nastri magnetici (1988), Nono registrò per alcune ore le improvvisazioni di Gidon Kremer, e basandosi su questo e altro materiale rielaborato elettronicamente presso lo "Experimentalstudio" di Friburgo, preparò otto piste magnetiche. Nella sala ove si svolge l'esecuzione sono posti otto altoparlanti, che diffondono tali canali preregistrati, e sei leggii sui quali si trovano le sei parti scritte da Nono per il violino solista. Al violinista è accordata una considerevole discrezionalità nello scegliere i tempi, le pause tra una sezione e l'altra, e la stessa posizione da cui suonare: egli si deve infatti muovere da un leggìo all'altro ed è lui a determinare come e dove il suono del suo violino interagisce con le tracce preregistrate.
Si è esibito, tra gli altri, con Martha Argerich, Krystian Zimerman, Mischa Maisky, Keith Jarrett, Yo-Yo Ma, Kim Kashkashian, Valerij Afanas'ev, Oleg Maisenberg, Vadim Sacharov, Khatia Buniatishvili. Le sue performance con le più importanti orchestre del mondo e i più grandi direttori, come Leonard Bernstein, Riccardo Muti, Claudio Abbado, Lorin Maazel, Herbert von Karajan, Nikolaus Harnoncourt, Seiji Ozawa fanno parte dei momenti più eclatanti della musica degli ultimi 30 anni. Nel 2008 si è esibito con il duo Igudesman and Joo nello spettacolo A little nightmare music, uno show basato su un uso poco ortodosso di pianoforte e violino, dimostrando un pregevole senso dell'umorismo.
La sua vasta discografia è principalmente per l'etichetta Deutsche Grammophon, per la quale incide dal 1978, ma ha inciso anche per Melodiya, Philips, Decca, Eurodisc, Rca, EMI, Ecm Records, Teldec, Chant Du Monde, Hungaroton, Philips Classics.
Nel 1983 Kremer ha interpretato il ruolo di Paganini in due scene del film  Frühlingssinfonie (Sinfonia di Primavera) del regista tedesco Peter Schamoni. Nel 1997 ha preso parte al documentario musicale Paganini's Daemon. A most enduring legend, del regista Christopher Nupen.
Nella sua carriera ha utilizzato diversi violini: in Unione Sovietica ha usato un Giovanni Battista Guadagnini, appartenuto a suo nonno; dal 1979 al 1988 un Antonio Stradivari del 1734, soprannominato Baron Feilitzsch-Heermann; dal 1988 al 2006 un Giuseppe Guarneri del Gesù del 1730c, soprannominato David-Payne; dal 2006 suona su un violino Nicola Amati del 1641, soprannominato Hambourg.

## Discografia parziale
- Bach, Conc. brand. n. 1-6/Conc. 1043 e 1060 - Marriner/Kremer/Holliger/ASMF, 2001 Philips
- Bach, Conc. vl. n. 1-3/Conc. per oboe BWV 1053 - Kremer/Holliger/ASMF, 1982 Decca
- Bach, Son. e part. vl. n. 1-6 - Kremer, 1980 Decca
- Beethoven, Violin Sonatas Nos. 6-8 - Gidon Kremer/Martha Argerich, 1994 Deutsche Grammophon
- Beethoven, Violin Sonatas No. 9 "Kreutzer" & No. 10 "The Cockcrow" - Gidon Kremer/Martha Argerich, 1995 Deutsche Grammophon
- Beethoven, The Violin Sonatas - Gidon Kremer/Martha Argerich, 1995 Deutsche Grammophon
- Berg: Violin Concerto, Three Orchestral Pieces - Gidon Kremer/Symphonieorchester des Bayerischen Rundfunks/Sir Colin Davis, 1985 Decca/Philips
- Brahms, Conc. vl./Conc. vl. e vlc. - Kremer/Maisky/Bernstein, Deutsche Grammophon
- Brahms Schumann, Quart. archi n. 1/Fantasiestücke op.88 (trio pf.) - Argerich/Kremer/Bashmet/Maisky, 2002 Deutsche Grammophon
- Glass Schnittke, Conc. vl./Conc. grosso n. 5 - Kremer/Dohnanyi/WPO, 1991/1992 Deutsche Grammophon
- Gubaidulina, Offertorium/Hommage à Eliot - Kremer/Dutoit/BSO/Keulen, 1987/1988 Deutsche Grammophon
- Lourie, Concerto da camera/A Little Chamber Music - Deutsche Kammerphilharmonie/Gidon Kremer/Kenneth Riegel/Thomas Klug, 1993 Deutsche Grammophon
- Mendelssohn, Conc. vl. e pf./Conc. vl. - Kremer/Argerich/Orpheus CO, Deutsche Grammophon
- Mozart, Conc. vl. n. 1-5/Sinf. conc. - Kremer/Harnoncourt/WPO, Deutsche Grammophon
- Mozart, Divertimento, K. 563 - Yo-Yo Ma/Gidon Kremer/Kim Kashkashian, 1985 Sony
- Mozart, Kegelstatt-Trio & Duos for Violin and Viola - Gidon Kremer/Kim Kashkashian/Valery Afanassiev, 1985 Deutsche Grammophon
- Nono: La Lontananza / Hay Que Caminar - Gidon Kremer/Tatjana Grindenko, 1992 Deutsche Grammophon
- A Paganini - Virtuoso Violin Music - Gidon Kremer, 1986 Deutsche Grammophon
- Paganini, Violin Concerto No. 4 - Suonata Varsavia - Gidon Kremer/Wiener Philharmoniker/Riccardo Muti, 1997 Philips
- Piazzolla: María de Buenos Aires (Operita Tango) - Gidon Kremer/Kremerata Baltica, 1998, Teldec Classics / Warner Music
- Piazzolla: Four Seasons of Buenos Aires - Vivaldi: Four Seasons - Gidon Kremer/Kremerata Baltica, 2000 Nonesuch
- Hommage à Piazzolla - Gidon Kremer, 1996 Nonesuch
- Saint-Saëns Ridout Meschwitz, Carnevale degli animali - Argerich/Freire/Kremer/Maisky, 1981/1987 Philips
- Schnittke, Concerto for Three, String Trio - Gidon Kremer/Moscow Soloists Ensemble/Mstislav Rostropovich/Yuri Bashmet, 2007 EMI
- Schubert, Violin Works - Gidon Kremer, 2002 Deutsche Grammophon
- Schubert: Octet, D. 803 - Gidon Kremer/Isabelle Van Keulen/Tabea Zimmerman/David Geringas/Alois Posch/Eduard Brunner/Radovan Vlatkovic/Klaus Thunemann, 1987 Deutsche Grammophon
- Schubert, Liszt: Erlkönig Duos & Transcriptions - Gidon Kremer/Oleg Maisenberg, 1995 Deutsche Grammophon
- Shostakovich: Violin Sonata - Viola Sonata - Gidon Kremer/Kremerata Baltica/Yuri Bashmet, 2006 Deutsche Grammophon
- Shostakovich & Tchaikovsky: Piano Trios - Gidon Kremer/Martha Argerich/Mischa Maisky, 1999 Deutsche Grammophon
- Shostakovich: Quartet No. 15 - Gubaidulina: Rejoice! - Daniel Phillips/Gidon Kremer/Kim Kashkashian/Yo-Yo Ma, 1989 SONY BMG/CBS
- Strauss: Sonata for Violin and Piano - Dvořák: 4 Romantic Pieces for Violin and Piano - Kreisler: Schön Rosmarin, Liebesleid, Syncopation - Gidon Kremer/Oleg Maisenberg, 1999 Deutsche Grammophon
- Tchaikovsky, Violin Concerto - Berliner Philharmoniker/Gidon Kremer/Lorin Maazel, 1980 Deutsche Grammophon
- Vivaldi, Quattro stagioni - Gidon Kremer/London Symphony Orchestra/Claudio Abbado, 1990 Deutsche Grammophon - Secondo i dati di GfK il disco ha dominato i primi nove mesi dell'anno 2013 nella musica classica italiana in seconda posizione.
- Kremer, After Mozart - Gidon Kremer/Kremerata Baltica, Rhino - Grammy Award for Best Small Ensemble Performance 2002
- Silencio: Pärt, Glass & Martynov - Gidon Kremer/Kremerata Baltica, 2005 Nonesuch
- Kremer, New seasons. Musiche di Glass/Pârt/Kancheli/Umebayashi - Kremerata Baltica, 2013 Deutsche Grammophon
- Kremer, Sonate per vl. e altra musica da camera - Argerich/Schiff/Meyer/Maisenberg, 2015 Deutsche Grammophon
- Kremer, The complete concerto recordings on DG and Philips - Integrale dei concerti, Deutsche Grammophon

## Pubblicazioni
- Gidon Kremer, Luigi Nono: Wege und Umwege einer Freundschaft, note di accompagnamento al cd Dgg 435 870-2, Hamburg 1992, pp. 10–16; tr. it. di Christian Köhler e Carlo Vitali, Luigi Nono: Vie maestre e vie traverse di un'amicizia, pp. 27–33; nuova edizione aggiornata in tedesco in: Gidon Kremer, La Lontananza, in Obertöne, Salzburg-Wien, Residenz Verlag, 1997, pp. 203–216
- Gidon Kremer, Kindheitssplitter, München, Piper Verlag, 1993; tr. fr. di Anne Georges, Une enfance balte, [Arles-Paris], Actes sud, 1999
- Gidon Kremer, Oase Lockenhaus: 15 Jahre Kammermusikfest, KREMERata MUSICA 1981-1996, Salzburg, Residenz Verlag, 1996
- Gidon Kremer, Obertöne, Salzburg-Wien, Residenz Verlag, 1997
- Gidon Kremer, Zwischen Welten, München, Piper Verlag, 2003
- Gidon Kremer, Lettres à une jeune pianiste, Paris, L'Arche éditeur, 2012; tr. ted. Briefe an eine junge Pianistin, Wien, Braumüller Literaturverlag, 2013